# لینی کازان
لینی کازان (انگلیسی: Lainie Kazan؛ زادهٔ ۱۵ مهٔ ۱۹۴۰) یک هنرپیشه، و خواننده اهل ایالات متحده آمریکا است.

## گزیده فیلمشناسی
از فیلم‌ها یا برنامه‌های تلویزیونی که وی در آن نقش داشته‌است می‌توان به آثار زیر اشاره کرد.
- یکی از قلب (۱۹۸۲)
- سال محبوب من (۱۹۸۲)
- سفر ناتی گن (۱۹۸۵)
- نیروی دلتا (فیلم) (۱۹۸۶)
- هری و خانواده هندرسون (۱۹۸۷)
- ساحل‌ها (فیلم) (۱۹۸۸)
- خیابان ۲۹ام (فیلم) (۱۹۹۱)
- باشگاه گورستان (۱۹۹۳)
- عشق است همه آنچه هست (۱۹۹۶)
- هم‌دست (۱۹۹۶)
- ضربه بزرگ (۱۹۹۸)
- نیمه‌شب ماندگار (۱۹۹۸)
- عروسی یونانی پرریخت‌وپاش و بزرگ من (۲۰۰۲)
- هشت شب دیوانه‌وار (۲۰۰۲)
- جیلی (فیلم) (۲۰۰۳)
- شنل قرمزی (فیلم ۲۰۰۶) (۲۰۰۴)
- پیتر مسترسن (۲۰۰۵)
- تو حریف زوهان نمی‌شی (۲۰۰۸)
- پیکسل‌ها (فیلم ۲۰۱۵) (۲۰۱۵)
- عروسی یونانی پرریخت‌وپاش و بزرگ من ۲ (۲۰۱۶)
- بن کیسی (۱۹۶۵)
- ستوان کلمبو (۱۹۷۸)
- هاگار هولناک (۱۹۸۹)
- بورلی هیلز، ۹۰۲۱۰ (۱۹۹۲)
- یاکو و واکو (۱۹۹۴)
- زندگی با فرن (۲۰۰۶)
- بوستون لیگال (۲۰۰۸)
- کدبانوهای وامانده (۲۰۱۰)
- خانواده امروزی (۲۰۱۲)
- خانمی در سیمان (۱۹۶۸)
- جسی (مجموعه تلویزیونی) (۲۰۱۳)
- آناتومی گری (مجموعه تلویزیونی) (۲۰۱۳)